# Philippe Hersant (patron de presse)
Pour les articles homonymes, voir Philippe Hersant et Hersant (homonymie).
Pour l’article ayant un titre homophone, voir Philippe Hersent.
Philippe Hersant, né en 1957, est un patron de presse français, dirigeant actuel du groupe Hersant Média (GHM), et le dernier fils de Robert Hersant (1920-1996), qui était surnommé « le papivore » à cause de son appétit insatiable pour l’achat de journaux et de périodiques.

## Biographie
Il a suivi des études à l’École des Roches de Verneuil-sur-Avre (Eure, Haute-Normandie). 
Il poursuit les mêmes buts que son père, mais d’une façon moins médiatique. Il a été formé à bonne école en passant par tous les postes d’un quotidien (de la rédaction à l’imprimerie) avant que son père ne lui confie la direction de Centre Presse (quotidien régional du Massif central).
Il a auparavant été à la tête du groupe France-Antilles (directeur en 1983, il en devint le PDG en 1985, après l’opération de division, en deux entités juridiques distinctes, du groupe Hersant (la Socpresse et France-Antilles), menée afin de contourner la loi sur la concentration de la presse (loi Fillioud-Mauroy).
Avec l’achat de Filanosa SA (La Côte, etc.) en Suisse en juillet 2001, Philippe Hersant a réalisé au printemps 2002 l’acquisition de la Société neuchâteloise de presse avec, entre autres, les quotidiens L’Express de Neuchâtel et L’Impartial de La Chaux-de-Fonds et une imprimerie très performante à Neuchâtel ; avec certainement comme but de créer un groupe de presse influent à partir de la Suisse romande, mais tout d’abord de faire jouer rapidement les « synergies » entre les entreprises des deux branches du groupe Hersant (les différentes publications en Rhône-Alpes, en Savoie, en Franche-Comté ou en Bourgogne) et les entreprises contrôlées à présent sur sol suisse, pour concentrer la production là où elle sera la plus rentable.
Dans les années 2000, du fait de l'endettement considérable du groupe Hersant Média, il est contraint de se désengager ou de vendre de nombreux titres. En mars 2004, il vend la Socpresse à Serge Dassault, qui détenait déjà 30 % et convainc les héritiers de rompre le pacte d'actionnaires. En 2005, il doit également revendre au groupe Rossel ses 40 % du capital achetés en 1987.
En 2011, il dépose le bilan de sa société de journaux gratuits ParuVendu, ancien Comareg (groupe de 280 journaux gratuits d'annonces) et d'Hebdoprint, son centre d'impression. ParuVendu est le plus gros plan de licenciement en France en 2011 (2 300 personnes licenciées en 1 an).
En octobre 2012, les banques l'obligent à céder plusieurs titres : L'Union de Reims, Paris-Normandie, L'Ardennais, L'Est-Éclair, Libération Champagne et L'Aisne nouvelle.